# Römisch-katholische Kirche in Georgien
Die Römisch-katholische Kirche in Georgien gehört zur römisch-katholischen Kirche mit dem Primat des römischen Papstes.

## Überblick
Die Mehrheit der Georgier gehört der traditionellen Landeskirche, der Georgischen Orthodoxen Kirche, an. Außerdem ist als religiöse Minderheit neben Muslimen vor allem die Armenische Apostolische Kirche in Georgien vertreten. Ein Anteil von 0,8 % der Bevölkerung Georgiens sind Katholiken, d. h. Angehörige der Armenisch-katholischen Kirche, der Lateinischen Kirche sowie der Chaldäisch-katholischen Kirche.
Die Anfänge der römisch-katholischen Kirche lateinischer Tradition in Georgien gehen auf das 12./13. Jahrhundert zurück. Auch während der Sowjetära bestanden die Lateinische Kirche mit 15 Gemeinden und die Armenisch-katholische Kirche mit 7 Gemeinden fort.
Durch Papst Johannes Paul II. wurde 1992 in Tiflis eine Apostolische Nuntiatur für Georgien eingerichtet. Am 30. Dezember 1993 errichtete die römische Kurie für die lateinischen Christen die Apostolische Administratur Kaukasien mit Sitz in Tiflis. 1999 gab es ca. 100.000 Katholiken des lateinischen, armenischen und syro-chaldäischen Ritus, nach Angaben der orthodoxen Kirche Georgiens höchstens 3.000 Katholiken. Giuseppe Pasotto, der Apostolische Administrator, nannte 2000 die Zahl von 50.000 Katholiken. Die georgischen Katholiken mit Armenischen Ritus bilden einen Teil des „Ordinariats der Armenisch-katholischen Kirche in Armenien, Georgien, Russland und Osteuropa“.
Der Apostolische Nuntius ist neben Georgien auch für die Nuntiaturen in Aserbaidschan und Armenien zuständig. Nuntius ist seit Juni 2024 Erzbischof Ante Jozić.